# Entelecara obscura
Entelecara obscura är en spindelart som beskrevs av Miller 1971. Entelecara obscura ingår i släktet Entelecara och familjen täckvävarspindlar. Inga underarter finns listade i Catalogue of Life.